# Thierry Hancisse
Thierry Hancisse (* 20. November 1962 in Namur) ist ein belgischer Filmschauspieler, Theaterschauspieler und -regisseur und französischer Synchronsprecher. Seit 1986 ist er Mitglied der Comédie-Française.

## Leben
Thierry Hancisse besuchte zunächst Kurse an der Académie théâtrale und am Institut supérieur des Arts Plastiques in Liège und schrieb sich dann am Cours Florent in Paris ein.

### An derComédie-Française
Im Alter von 23 Jahren hatte er sein Bühnendebüt an der Comédie-Française in einer Nebenrolle in Der Impresario von Smyrna von Carlo Goldoni, inszeniert von Jean-Louis Boutté (1947–1995). Am 1. Juni 1986 wurde er Mitglied des Hauses. Er startete dort eine lange Theaterkarriere, in der er Rollen der europäischen Theaterliteratur von den griechischen und römischen Klassikern bis zum Theater der Gegenwart verkörperte, mit Molières Le Bourgeois gentilhomme und Turcaret von Alain-René Lesage.
Er hat dort mehrmals Rollen in Inszenierungen des deutschen Regisseurs Alexander Lang übernommen, so in Der Prinz von Homburg (1994 und 1995), Nathan der Weise (1997) und in Goethes Faust. 2011 inszenierte Laurent Pelly die Dreigroschenoper unter der musikalischen Leitung von Bruno Fontaine mit Hancisse in der Rolle des Mackie Messer.
In der Spielzeit 2018/2019 spielte er unter der Regie von Julie Deliquet in Ingmar Bergmans Fanny und Alexander die Rolle des Bischofs Edvard Vergerus und in
Lucrezia Borgia von Victor Hugo den Don Alphonse d’Este, Regie Denis Podalydès. 2019 verkörperte er den Inquisitor in Brechts Drama Das Leben des Galilei in einer Inszenierung von Eric Ruf. Im selben Jahr inszenierte Robert Carsen an der Comédie Française Shakespeares Sturm mit Hancisse in der Rolle des Alonso, König von Neapel.
Hancisse übernimmt gelegentlich auch Rollen an weiteren französischen Theatern. So spielte er 2012 mit Marie-Sophie Ferdane als Lady Macbeth den Macbeth am Théâtre National de Toulouse in einer Inszenierung von Laurent Pelly und 2013, ebenfalls mit Marie-Sophie Ferdane am Théâtre des Amandiers in Nanterre.

### Film und Fernsehen
Parallel zu seiner Arbeit am Theater hat Hancisse seit seinem Filmdebüt 1988, als er eine Nebenrolle in dem Fernsehfilm L'argent von Jacques Rouffio übernahm, immer wieder in Kino- und Fernsehfilmen gespielt. Insgesamt hat er an etwa 80 Kino- und Fernsehfilmen mitgewirkt (Stand 2023).
Hancisse ist die französische Synchronstimme für Liev Schreiber, John Travolta, Philip Seymour Hoffman.

## Filmografie (Auswahl)
- 1997: Das Schneckenrennen ( La course de l’escargos)
- 1997: Saraka Bô
- 2005: Die Axt (Le couperet)
- 2005: Gabrielle – Liebe meines Lebens (Gabrielle)
- 2006: Der Oberst und ich (Mon colonel)
- 2007: Broken English
- 2007: Le Candidat
- 2008: Coupable
- 2009: Staatsfeinde – Mord auf höchster Ebene
- 2010: Vergissmichnicht (L’Âge de raison)
- 2011: Schlafkrankheit
- 2011: La regate
- 2011: Midnight in Paris
- 2015: Arès – Der letzte seiner Art (Ares)
- 2015: La Dame dans l’auto avec des lunettes et un fusil
- 2016: Les Mondes de Philip K. Dick
- 2016: Schicksalswald (La forêt de quinconces)
- 2016: The Model – Schönheit hat ihren Preis (The Model)
- 2017: Vent du Nord
- 2021: Coups de sang – Fernsehfilm
- 2024: Eat the Night
- 2024: Planet B (Planète B)